# Brake Assist System
Brake Assist System (BAS, pol. asystent hamowania) – system wspomagania hamowania awaryjnego w samochodach, którego zadaniem jest samoczynne zwiększenie ciśnienia w układzie hamulcowym (a wraz z nim – skuteczności hamowania) w sytuacji stwierdzenia, że kierowca chce awaryjnie zahamować. Rozpoznanie takiego  zachowania zachodzi na podstawie prędkości pojazdu, przy której kierowca wcisnął pedał hamulca. W niektórych pojazdach, w czasie działania systemu BAS, włączają się również światła awaryjne ostrzegające o nagłym hamowaniu.
System ten został opracowany na podstawie danych, które pokazują, iż kierowcy podczas hamowania awaryjnego zazwyczaj zbyt słabo naciskają pedał hamulca.